# Torneo de Hong Kong 2014
El Hong Kong Open 2014 es un torneo de tenis profesional jugado en canchas duras. Esta es la edición inaugural del torneo, que es parte de la WTA Tour 2014.

## Cabeza de serie

### Individual
| Tenista            | Ranking | Preclasificada |
| Sabine Lisicki     | 28      | 1              |
| Daniela Hantuchová | 37      | 2              |
| Karolína Plíšková  | 42      | 3              |
| Christina McHale   | 44      | 4              |
| Zheng Jie          | 57      | 5              |
| Yanina Wickmayer   | 64      | 6              |
| Jana Čepelová      | 65      | 7              |
| Anna Schmiedlová   | 67      | 8              |

### Dobles
| Tenista                             | Ranking | Preclasificada |
| Chan Hao-ching Chan Yung-jan        | 55      | 1              |
| Andreja Klepač Monica Niculescu     | 83      | 2              |
| Karolína Plíšková Kristýna Plíšková | 111     | 3              |
| Janette Husárová Zheng Saisai       | 127     | 4              |

## Campeonas

### Individual Femenino
Sabine Lisicki venció a  Karolína Plíšková por 7–5, 6–3

### Dobles Femenino
Karolína Plíšková /  Kristýna Plíšková vencieron a  Patricia Mayr-Achleitner /  Arina Rodionova por 6–2, 2–6, [12–10]